# Max Schwarz (Mediziner)

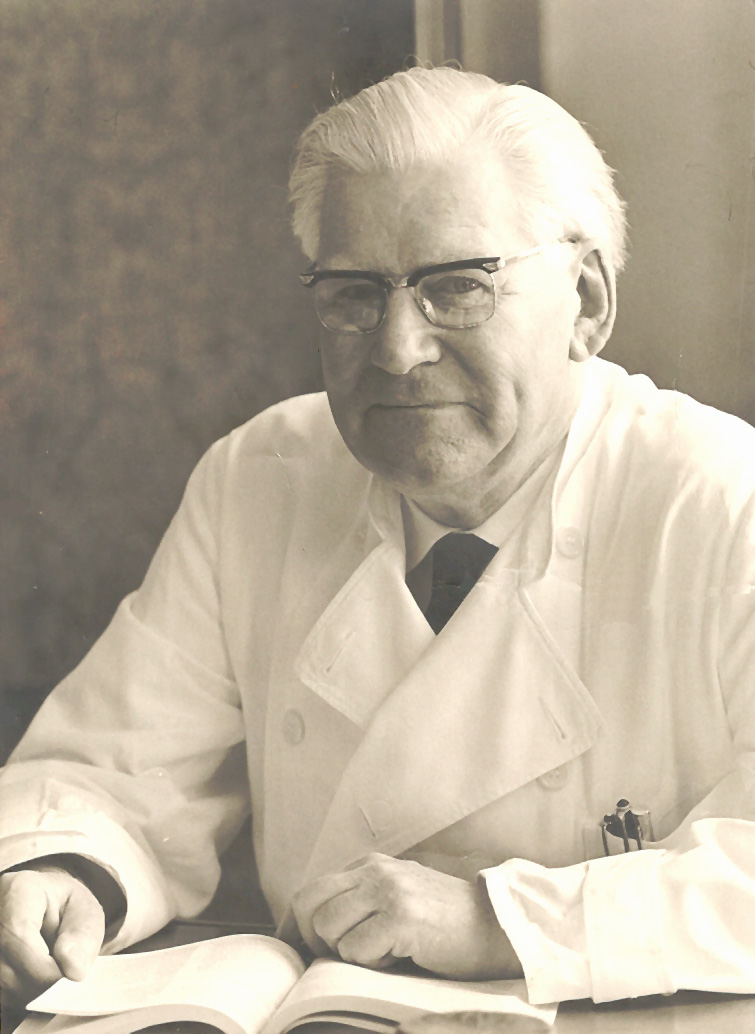
Max Schwarz im Arbeitszimmer der Universitäts-HNO-Klinik, Tübingen

Max Theodor Schwarz (* 6. Juni 1898 in Tübingen; † 11. Februar 1991 in Freiburg im Breisgau) war ein deutscher HNO-Arzt sowie Hochschullehrer.

## Leben
Max Schwarz studierte nach dem Abitur Medizin an der Eberhard Karls Universität Tübingen und schloss 1924 mit dem Dr. med. ab. Schwarz erhielt in der Folge eine Assistentenstelle bei Martin Heidenhain am dortigen Anatomischen Institut, anschließend war er als zweiter Prosektor eingesetzt. 1925 wechselte er als Assistent zu Albert Dietrich an das Pathologische Institut der Universität zu Köln. Im Anschluss absolvierte Max Schwarz eine Ausbildung bei Eugen Enderlen an der Chirurgischen Universitätsklinik der Ruprecht-Karls-Universität Heidelberg, gefolgt von der hno-ärztlichen Ausbildung bei Walther Albrecht in Tübingen.

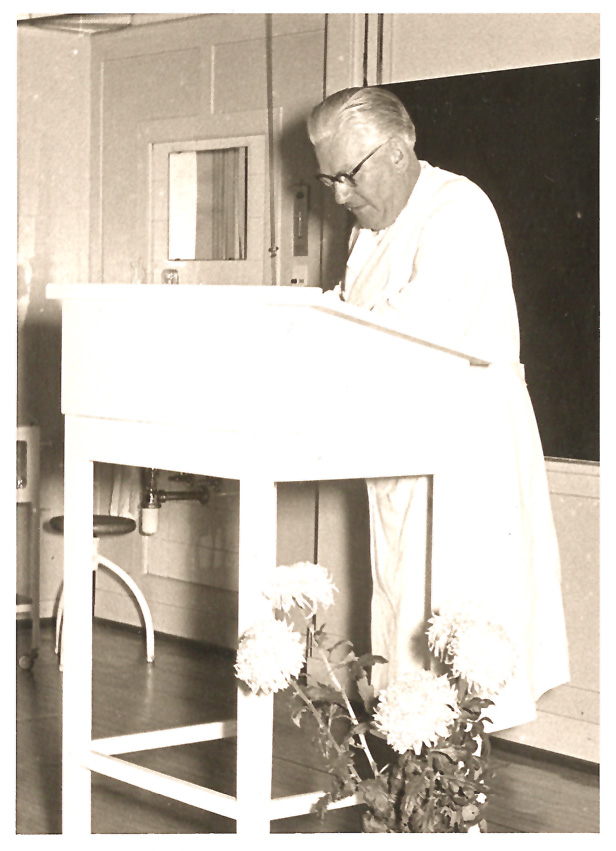
Max Schwarz im Hörsaal der Universitäts-HNO-Klinik, Tübingen

1929 habilitierte sich Schwarz bei Albrecht, im gleichen Jahr erfolgte seine Bestellung zum Oberarzt der Klinik. 1937 nahm Schwarz einen Ruf auf den Lehrstuhl für Hals-Nasen-Ohren-Heilkunde an der Johann-Wolfgang-Goethe-Universität Frankfurt am Main an, den er bis 1945 ausfüllte. In der Zeit des Nationalsozialismus war Schwarz Mitglied der NSDAP, der SA und des NS-Ärztebundes. Er war Obergutachter für Erbgesundheitsgerichte und Herausgeber der Erbblätter für den Hals-Nasen-Ohren-Arzt.
Nach dem Zweiten Weltkrieg war Schwarz als niedergelassener Arzt in Frankfurt am Main tätig, bis er 1948 Richard Mittermaier als Chefarzt der HNO-Klinik Karlsruhe nachfolgte. 1951 wechselte Max Schwarz auf den Lehrstuhl für Hals-Nasen-Ohren-Heilkunde nach Tübingen und erarbeitete für die Hals-Nasen-Ohren-Heilkunde grundlegendes Wissen über vererbbare Formen von Schwerhörigkeit und Taubheit. 1966 wurde er emeritiert. Der 1953 in die Deutsche Akademie der Naturforscher Leopoldina, 1954 in das Collegium Oto-Rhino-Laryngologicum Amicitiae Sacrum aufgenommene Schwarz trat mit Arbeiten zur Vererbungs- und Konstitutionsforschung, zum Cholesteatom des Ohres sowie zu den Schleimhäuten hervor.
Schwarz gehörte zu den breit ausgebildeten Klinikern seiner Epoche, die eine Brücke von der Grundlagenforschung bis zur Anwendung zum Wohle des Kranken schlagen konnte. In einer Zeit ohne Antibiotika und häufig tödlich verlaufender Schleimhautkrankheiten der Nasennebenhöhlen und des Ohres gingen wesentliche Ergebnisse der Schleimhautforschung von Schwarz aus. Sie fanden ihren Niederschlag in einem 1949 erschienenen, weithin geachteten Band. Wenn man den heutigen Erfolg des Tübinger interdisziplinären Zentrums der Zahn-, Mund- und Kieferklinik und der HNO-Klinik für Kinder mit Gaumenspalten sieht, so hat nicht zuletzt Max Schwarz schon vor Jahrzehnten mit seiner Pneumatisationsforschung des Ohres bei Gaumenspaltenkrankheiten eine wichtige Grundlage dazu geschaffen.
Max Schwarz hatte sich zunächst wissenschaftlich mit der Erb- und Konstitutionsforschung im Fachgebiet beschäftigt. Der Erbforschung der Schleimhautbiologie blieb er nach seiner Tätigkeit in Frankfurt auch an seinem neuen Wirkungsort Tübingen treu. Zu den Untersuchungen und theoretischen Deduktionen über die formative Kraft der Schleimhaut und ihre unterschiedliche biologische Wertigkeit traten zusätzlich Forschungsthemen wie die Cholesteatomgenese und die Pathophysiologie der Tonsillen. Von ihm stammt auch eine Sammlung von histologischen Präparaten der Entwicklung der menschlichen Nasennebenhöhlen, die er neben der Fortführung der Albrecht’schen Felsenbein-Sammlung neu einrichtete. In mehreren Handbuchartikeln, in seiner Monografie „Die Schleimhäute des Ohres und der oberen Luftwege“, in einem weiteren Buch über die Cholesteatom-Entstehung und in seiner „Differentialdiagnose“ hat er grundlegende klinische und theoretische Beiträge für das Fachgebiet geleistet. Schwarz war auch zeitweilig verantwortlicher Redakteur des „Archiv für klinische und experimentelle Ohren-Nasen- und Kehlkopfheilkunde“.
Seine Familie und Freunde kannten Schwarz auch als passionierten Maler. Nach seiner Emeritierung widmete er sich, neben seinen wissenschaftlichen Studien, der Malerei und Restauration von antiken Möbelstücken. Seine Fertigkeiten als Maler vertiefte er während eines mehrwöchigen Seminars im Stift Geras in Niederösterreich. Das Kloster bot ihm beste Voraussetzungen, um kreativ und intensiv zu arbeiten und einen engen Dialog mit anderen Künstlern und Dozenten zu pflegen. Schwarz hatte eine Vorliebe für Heimatmotive, wie Tübingen oder Frankfurt.

## Schriften (Auswahl)
- M. Schwarz, Wissenschaftliche Arbeiten 1924-1963, J.F. Bergmann München und Julius Springer Berlin, 1925
- Das Gangsystem der Bauchspeicheldrüse und seine Bedeutung für die Duodenalresektion, In: Deutsche Zeitschrift fur Chirurgie, Band 198, F. C. W. Vogel, 1926
- Die Einsenkung der Shrapnellschen Membran und ihre klinische Bedeutung, In: Archiv für Ohren-, Nasen- und Kehlkopfheilkunde, Band 131, Deutsche Gesellschaft der Hals-, Nasen- und Ohrenärzte, 1932
- Ererbte Taubheit: Grundzüge zur Erkennung ererbter Hörstörungen, soweit sie das Gesetz zur Verhütung erbkranken Nachwuchses betreffen, Thieme, 1935
- Die erbliche Taubheit und ihre Diagnostik. In: Arthur Gütt (Hrsg.): Handbuch der Erbkrankheiten. Band 6, Thieme, Leipzig 1937[3]
- Erbliche Taubheit: Aus der Universitäts-Ohren-, Hals- u. Nasenklinik Frankfurt am Main ; Frage- und Erhebungsdaten und ihre Auswertung für die Begutachtung, Thieme, 1938
- Die Schleimhäute des Ohres und der Luftwege: Biologie und Klinik, Springer, 1949
- Form und Funktion der Tonsillen, In: Zeitschrift für Laryngologie, Rhinologie, Otologie und ihre Grenzgebiete 32, 1953
- Symptome und Diagnose der Hals- Nasen- Ohren- Krankheiten, Thieme, 1956
- Das Cholesteatom im Gehörgang und im Mittelohr: Pathogenese-Diagnose-Therapie, In: Ausgabe 8 von Zwanglose Abhandlungen aus dem Gebiet der Hals-Nasen-Ohren-Heilkunde, Thiem, 1966
- Seine Monographie ´Ererbte Taubheit. Grundzüge zur Erkennung ererbter Hörstörungen ...´ bildete im sog. Dritten Reich eine der Grundlagen ´zur Verhinderung erbkranken Nachwuchses´.

- Gerhard Oestreich (Hrsg.): Kürschners Deutscher Gelehrten-Kalender, 8. Ausgabe, De Gruyter: Berlin, 1954, S. 2189
- Werner Schuder (Hrsg.): Kürschners Deutscher Gelehrten-Kalender. Band 3, 13. Ausgabe, De Gruyter, Berlin 1980, ISBN 3-11-007434-6, S. 3615.
- Deutsche Gesellschaft für Hals-Nasen-Ohrenheilkunde, Kopf- und Halschirurgie, Österreichische Gesellschaft für Hals-, Nasen-, Ohrenheilkunde, Kopf- und Halschirurgie: Laryngo- rhino- otologie, Band 70, Thieme 1991. S. 333.
- Tilman Brusis: Geschichte der Deutschen Hals-Nasen-Ohren-Kliniken im 20. Jahrhundert, 1. Auflage, Springer, 2001. ISBN 3-540-41704-4. S. 219.